# Violence sur la plage
Pour plus de détails, voir Fiche technique et Distribution.
Violence sur la plage (Violenza sul lago) est un film dramatique italien écrit et réalisé par Leonardo Cortese et sorti en 1954,.

## Synopsis
L'histoire se déroule sur le lac de Bolsena, théâtre de courses de bateaux à moteur. Marco, qui vit avec sa sœur Laura, a l'intention d'y participer.
Laura rencontre Stefano, un chanteur, qui lui fait croire qu'il l'aime. Mais Stefano violente la jeune fille, qui désespérée, meurt noyée. Le lendemain matin, Marco part à la recherche de Stefano qui s'est enfui en voiture et le tue. Marco est arrêté et jugé et malgré les demandes du Procureur général, la sentence est légère précisément à cause des raisons d'honneur...

## Fiche technique
- Titre français : Violence sur la plage[3]
- Titre original : Violenza sul lago
- Réalisation : Leonardo Cortese
- Scénario : Cesare Torri, Leonardo Cortese, Braccio Agnoletti
- Production : Cesare Torri
- Société de production : Zeus Film
- Pays de production :  Italie
- Langue originale : italien
- Format : Noir et blanc - 1,37:1 - Son mono - 35 mm
- Genre : Thriller, mélodrame
- Durée : 85 minutes
- Dates de sortie :
  - Italie : 7 juillet 1954
  - France : 6 mars 1957[3]

## Distribution
- Lia Amanda : Rossana
- Erno Crisa : Marco
- Peter Trent : M. Berti
- Carlo Hintermann : Sergio
- Virna Lisi : Laura
- Giacomo Rondinella : Stefano
- Patrizia Della Rovere (it) : Mirella
- Mario Brega